# انحياز لجمع المعلومات
الانحياز لجمع المعلومات (بالإنجليزية: Information bias)‏، هو انحياز معرفي يكون بأن يسعى البعض إلى الحصول على معلومات أكثر حول أمر ما حتى وإن كانت هذه المعلومات لن تغيّر من قراراتهم. أحياناً تكون المعلومات الزائدة عن حدها ضرراً يلحق بطالبها.